# Produit fibré
En mathématiques, le produit fibré est une opération entre deux ensembles munis tous deux d'une application vers un même troisième ensemble. Sa définition s'étend à certaines catégories en satisfaisant une propriété universelle de factorisation de diagrammes, en dualité avec la somme amalgamée.
Le produit fibré est utilisé notamment en géométrie algébrique pour définir le produit de deux schémas, ou en topologie algébrique pour construire, à partir d'un espace fibré (tel un revêtement), un autre espace de même fibre, le fibré induit, en remontant le long d'une application entre les deux bases, d'où l'appellation en anglais pullback (« tiré en arrière ») parfois utilisée en français.

## Définition ensembliste

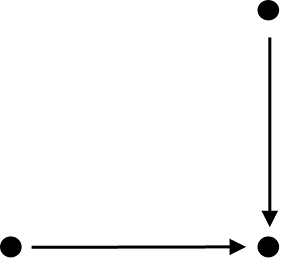
Représentation graphique d'un diagramme dont la limite est un produit fibré.

Étant données deux applications vers un même ensemble :
{\displaystyle {\begin{array}{crc}&&E\\&&\downarrow \!\!{\scriptstyle p}\\A&{\stackrel {f}{\longrightarrow }}&B\end{array}}}
le produit fibré de {\displaystyle A} et {\displaystyle E} au-dessus de {\displaystyle B} est défini comme le sous-ensemble des couples {\displaystyle (a,e)} du produit cartésien {\displaystyle A}×{\displaystyle E} dont les composantes ont même image : {\displaystyle f(a)=p(e)}. Il se note :
{\displaystyle A{\underset {B}{\times }}E}.
Le produit fibré étant un sous-ensemble du produit cartésien, les projections sur chaque facteur permettent de compléter le carré commutatif :
{\displaystyle {\begin{array}{crc}A{\underset {B}{\times }}E&{\stackrel {\pi _{E}}{\to }}&E\\\downarrow \!\!{\scriptstyle \pi _{A}}\!\!\!\!\!\!&&\downarrow \\A&\!\!\!\!\longrightarrow &B\end{array}}}
Dans des catégories ensemblistes, telles celles des espaces topologiques ou des espaces vectoriels (en), le produit fibré constitue lui-même un objet de la catégorie.

## Propriété universelle

Diagramme commutatif traduisant la propriété universelle du produit fibré.

Avec les notations de la partie précédente, si {\displaystyle X} est un ensemble muni d'applications vers {\displaystyle A} et {\displaystyle E} qui permettent de construire un carré commutatif :
{\displaystyle {\begin{array}{crc}X&{\stackrel {p_{E}}{\longrightarrow }}&E\\\downarrow \!\!^{p_{A}}\!\!\!\!\!\!&&\downarrow \\A&\longrightarrow &B\end{array}}}
alors il existe une unique application {\displaystyle i} de l'ensemble {\displaystyle X} vers le produit fibré qui factorise le diagramme :
{\displaystyle p_{A}=\pi _{A}\circ i\qquad p_{E}=\pi _{E}\circ i}.
Autrement dit, le produit fibré est la limite (au sens des catégories) du diagramme formé à l'aide des deux applications initiales {\displaystyle f} et {\displaystyle p}. Il est aussi possible de le voir comme le produit (au sens des catégories) dans une catégorie des morphismes vers {\displaystyle B}.
Plus généralement, le produit fibré dans une catégorie quelconque est la limite d'un tel diagramme, lorsqu'elle existe, ce qui est le cas dans les catégories abéliennes.